# Чистернино
Чистернино (итал. Cisternino) је насеље у Италији у округу Бриндизи, региону Апулија.
Према процени из 2011. у насељу је живело 5746 становника. Насеље се налази на надморској висини од 385 м.

## Становништво
Према резултатима пописа становништва 2011. у општини је живело 11.745 становника.
| 1931.  | 1936. | 1951.  | 1961.  | 1971.  | 1981.  | 1991.  | 2001.  | 2011.  |
| ------ | ----- | ------ | ------ | ------ | ------ | ------ | ------ | ------ |
| 11.436 | 9.691 | 11.074 | 11.374 | 10.665 | 11.440 | 11.951 | 12.078 | 11.745 |

## Партнерски градови
- Кројцлинген